# Квинт Сервилий Приск Структ
Вижте пояснителната страница за други личности с името Сервилий Приск Структ.
Квинт Сервилий Приск Структ (на латински: Quintus Servilius Priscus Structus) е политик на Римската република през края на 5 век пр.н.е.
Произлиза от фамилията Сервилии. Брат е на Публий Сервилий Приск Структ (консул 495 пр.н.е.). Баща е на Квинт Сервилий Приск (консул 468 и 466 пр.н.е.).
През 494 пр.н.е. той е magister equitum. Води война против сабините. Води преговори с плебеите (secessio plebis).